# Mainaue bei Schleuse Kesselstadt
Mainaue bei Schleuse Kesselstadt este o arie protejată (arie specială de conservare — SAC, sit de importanță comunitară — SCI) din Germania întinsă pe o suprafață de 32,35 ha, integral pe uscat.

## Localizare
Centrul sitului Mainaue bei Schleuse Kesselstadt este situat la coordonatele 50°07′44″N 8°51′36″E / 50.1289°N 8.86°E.

## Înființare
Situl Mainaue bei Schleuse Kesselstadt a fost declarat sit de importanță comunitară în iunie 2000 pentru a proteja un număr necunoscut de specii din flora spontană și fauna sălbatică aflate în arealul zonei. Situl a fost protejat și ca arie specială de conservare în martie 2008.

## Biodiversitate
Situată în ecoregiunea continentală, aria protejată conține 1 habitat natural: Fânețe de joasă altitudine (Alopecurus pratensis, Sanguisorba officinalis).
La baza desemnării sitului se află un număr nedeclarat de specii protejate.